# Cylisticus pierantonii
Cylisticus pierantonii is een pissebed uit de familie Cylisticidae. De wetenschappelijke naam van de soort is voor het eerst geldig gepubliceerd in 1923 door Arcangeli.